# メドヴェジエゴルスク
座標: 北緯62度55分 東経34度28分 / 北緯62.917度 東経34.467度

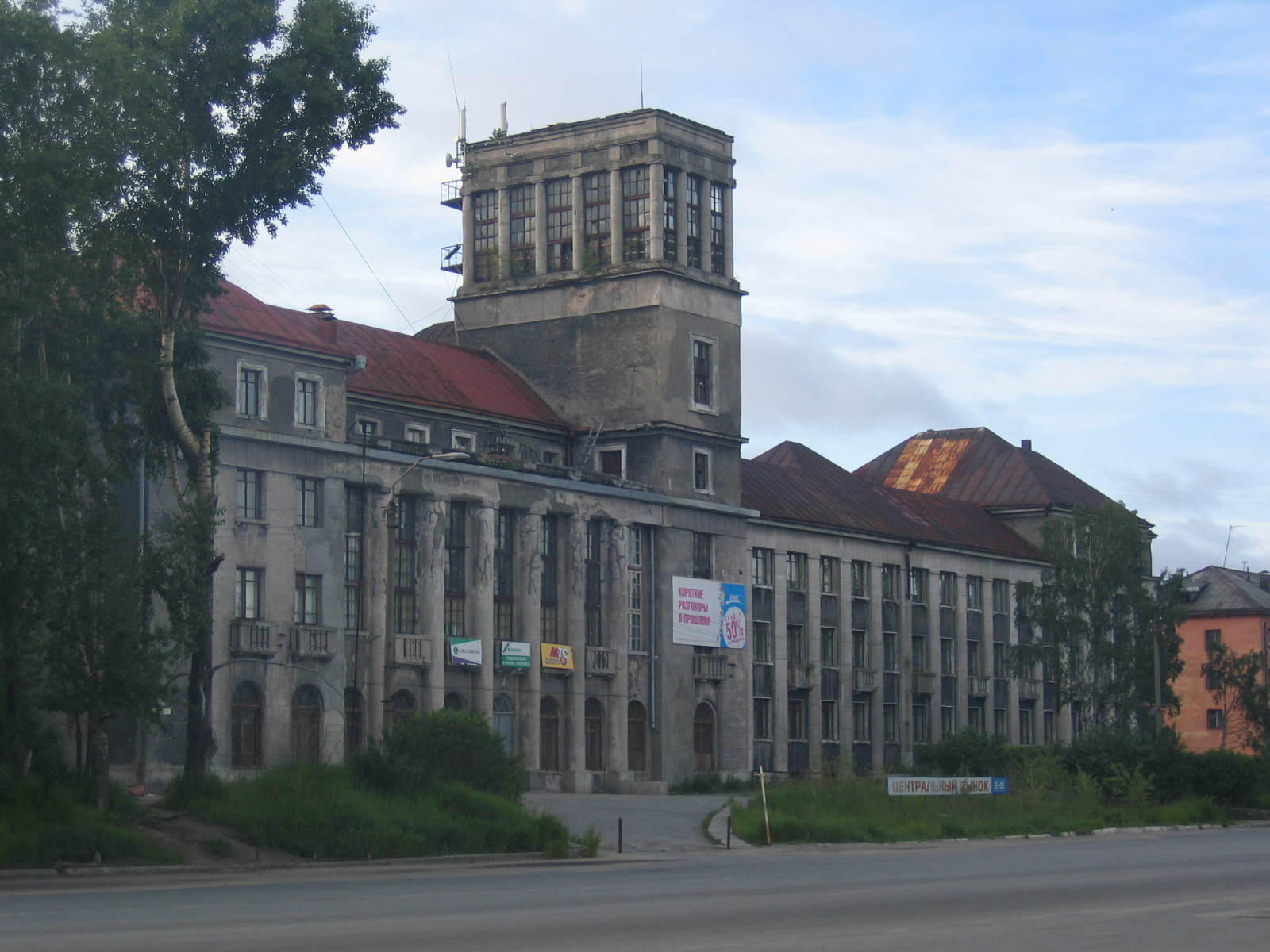
運河の管理局

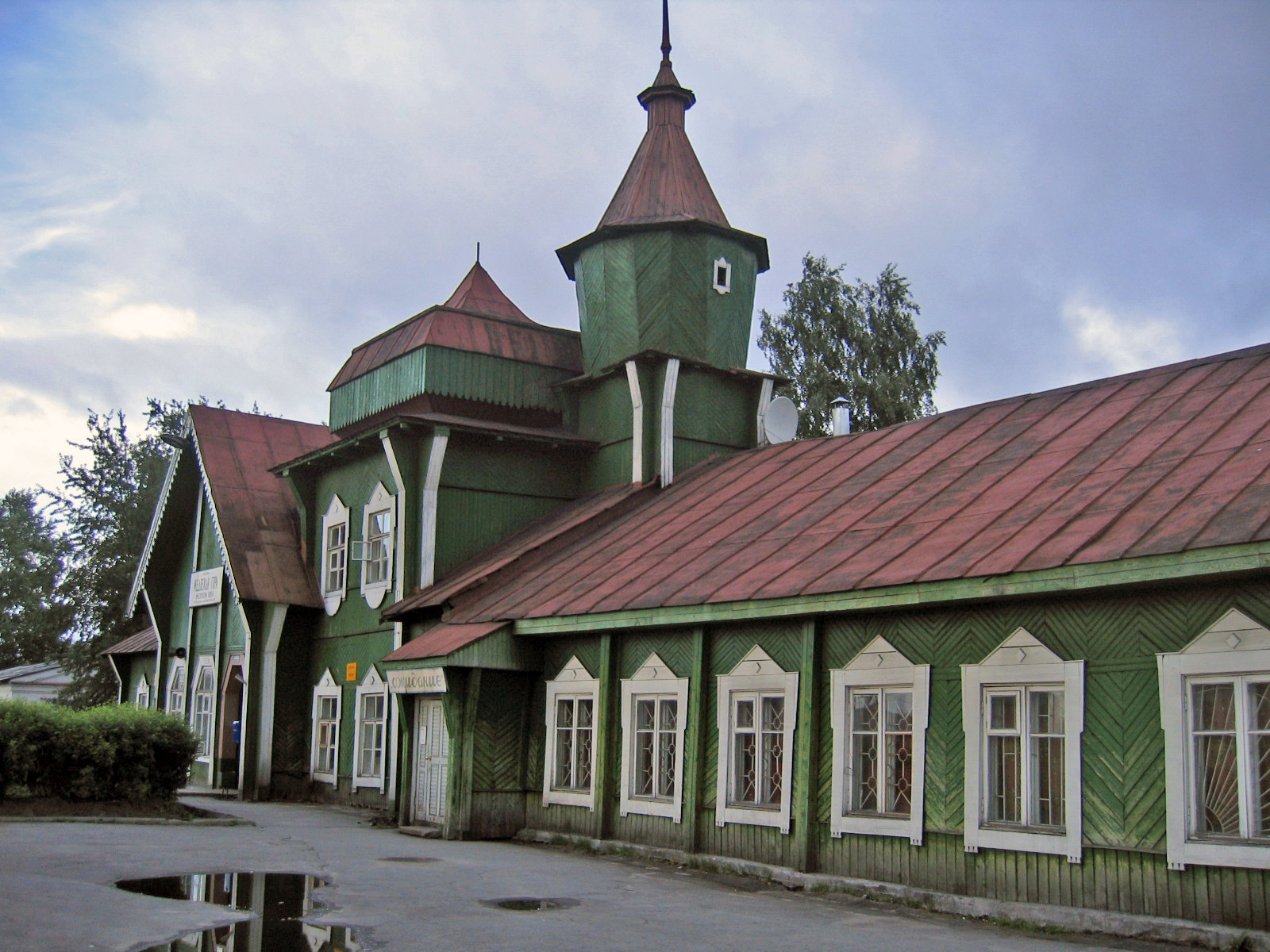
鉄道駅

メドヴェジエゴルスク（Медвежьегорск, Medvezhyegorsk, フィンランド語: Karhumäki, カレリア語: Karhumägi）は、ロシアのカレリア共和国にある町。旧名メドヴェジヤ・ゴラ（Медве́жья Гора́）、あるいはカレリア語でカルフマギ（Karhumägi）。オネガ湖最北端の湾奥にある。
1600年代には村落が形成されていたが、町として認められたのは1916年のことで、ロシア語でメドヴェジヤ・ゴラ（熊の山）と呼ばれていた。現在のメドヴェジエゴルスクという地名に変えたのは1938年のことである。1941年から1944年にかけての継続戦争ではフィンランド軍に占領されていたこともある。1959年に15,800人だった人口は1996年には28,300人に増えていたが、2005年には16,551人と人口減少傾向にある。
モスクワとムルマンスクを結ぶ鉄道が町を通る。北には白海のオネガ湾があり、白海・バルト海運河はここから白海沿いのベロモルスクへ向かっている。

## 友好都市
- ソトカモ、フィンランド